# Чикваная, Марго Илларионовна
Марго Илларионовна Чикваная (1910, село Нахоребово, Сенакский уезд, Кутаисская губерния, Российская империя — неизвестно, Гегечкори, Грузинская ССР) — колхозница колхоза имени Ленина Гегечкорского района, Грузинская ССР. Герой Социалистического Труда (1966).

## Биография
Родилась в 1910 году в крестьянской семье в селе Нахоребово Сенакского уезда. После окончания местной начальной школы трудилась в личном хозяйстве. В послевоенное время трудилась на чайной плантации колхоза имени Ленина Гегечкорского района.
Ежегодно показывала высокие трудовые результаты в чаеводстве. Указом Президиума Верховного Совета СССР от 2 апреля 1966 года удостоена звания Героя Социалистического Труда за «достигнутые успехи в развитии сельского хозяйства, промышленности и науки Грузинской ССР» с вручением ордена Ленина и золотой медали «Серп и Молот» (№ 10888).
Воспитала 11 детей. Указом Президиума Верховного Совета СССР от 9 ноября 1954 года удостоена почётного звания «Мать-героиня».
За годы Восьмой пятилетки (1966—1970) собрала более 30 тонн зелёного чайного листа на участке площадью 0,3 гектара. За эти выдающиеся трудовые достижения награждена Орденом Октябрьской Революции.
После выхода на пенсию проживала в Гегечкори (сегодня — Мартвили). Дата смерти не установлена.
Награды
- Герой Социалистического Труда
- Орден Ленина
- Мать-Героиня (1954)
- Орден Октябрьской Революции (08.04.1971)
- Орден «Материнская слава» 1 и 2 степени.